# Fitogeografia do Brasil
O ecossistema costeiro geralmente estão associados à Mata Atlântica da Amazônia
A Floresta Amazônica ocupa a Região Norte do Brasil, abrangendo cerca de 47% do território nacional.
É a maior formação florestal do planeta, condicionada pelo clima equatorial úmido.
Esta possui uma grande variedade de fisionomias vegetais, desde as florestas densas até os campos. Florestas densas são representadas pelas florestas de terra firme, as florestas de várzea, periodicamente alagadas, e as florestas de igapó, permanentemente inundadas e ocorrem na por quase toda a Amazônia central.
Os campos de Roraima ocorrem sobre solos pobres no extremo setentrional da bacia do Rio Branco. As campinaranas desenvolvem-se sobre solos arenosos, espalhando-se em manchas ao longo da bacia do Rio Negro.
Ocorrem ainda áreas de cerrado isoladas do ecossistema do Cerrado do planalto central brasileiro.

## A Mata Atlântica
A Mata Atlântica, incluindo as florestas estacionais semideciduais, originalmente foi a floresta com a maior extensão latitudinal do planeta, indo de cerca de 6 a 32o S.
Esta já cobriu cerca de 11% do território nacional. Hoje, porém a Mata Atlântica possui apenas 4% da cobertura original. A variabilidade climática ao longo de sua distribuição é grande, indo desde climas temperados super-úmidos no extremo sul a tropical úmido e semi-árido no nordeste. O relevo acidentado da zona costeira adiciona ainda mais variabilidade a este ecossistema. Nos vales geralmente as árvores se desenvolvem muito, formando uma floresta densa. Nas enconstas esta floresta é menos densa, devido à frequente queda de árvores. Nos topos dos morros geralmente aparecem áreas de campos rupestres.
No extremo sul a Mata Atlântica gradualmente se mescla com a floresta de Araucárias.

## Caatinga
A àrea nuclear do Semi-Árido compreende todos os estados do Nordeste brasileiro, além do norte de Minas Gerais, ocupando cerca de 11% do território nacional. Seu interior, o Sertão nordestino, é caracterizado pela ocorrência da vegetação mais rala do Semi-árido, a Caatinga. As áreas mais elevadas sujeitas a secas menos intensas, localizadas mais próximas do litoral, são chamadas de Agreste. A área de transição entre a Caatinga e a Amazônia é conhecida como Meio-norte ou Zona dos cocais. Grande parte do Sertão nordestino sofre alto risco de desertificação devido à degradação da cobertura vegetal e do solo.

## O Cerrado
O Cerrado ocupa a região do Planalto Central brasileiro. A área nuclear contínua do Cerrado corresponde a cerca de 22% do território nacional, sendo que há grandes manchas desta fisionomia na Amazônia e algumas menores na Caatinga e na Mata Atlântica. Seu clima é particularmente marcante, apresentando duas estações bem definidas. O Cerrado apresenta fisionomias variadas, indo desde campos limpos desprovidos de vegetação lenhosa a cerradão, uma formação arbórea densa. Esta região é permeada por matas ciliares e veredas, que acompanham os cursos d'água.

## O Pantanal Mato-Grossense
O Pantanal mato-grossense é a maior planície de inundação contínua do planeta, coberta por vegetação predominantemente aberta e que ocupa 1,8%
do território nacional.Este ecossistema é formado por terrenos em grande parte arenosos, cobertos de diferentes fisionomias devido a variedade de microrelevos e regimes de inundação.
Como área transicional entre Cerrado e Amazônia, o Pantanal ostenta um mosaico de ecossistemas terrestres com afinidades sobretudo com o Cerrado.

## Outras Formações

### Araucárias (Região dos Pinheirais)
No Planalto Meridional Brasileiro, com altitudes superiores a 300m, destaca-se a área de dispersão do pinheiro-do-paraná, Araucária angustifolia, que já ocupou cerca de 2,6% do território nacional. Nestas florestas coexistem representantes da flora tropical e temperada do Brasil, sendo dominadas, no entanto, pelo pinheiro-do-paraná. As florestas variam em densidade arbórea e altura da vegetação e podem ser classificadas de acordo com aspectos de solo, como aluviais, ao longo dos rios, submontanas, que já inexistem, e montanas, que dominavam a paisagem. A vegetação aberta dos campos gramíneo-lenhosos ocorre sobre solos rasos.
Devido ao seu alto valor econômico a Mata de Araucária vêm sofrendo forte pressão de desmatamento.

### Ecossistemas costeiros e insulares
Os ido a sua proximidade. Nos solos arenosos dos cordões litorâneos e dunas, desenvolvem-se as restingas, que pode ocorrer desde a forma rastejante até a forma arbórea. Os manguesais e os campos salinos de origem fluvio-marinha desenvolvem-se sobre solos salinos. No terreno plano arenoso ou lamacento da Plataforma Continental desenvolvem-se os ecossistemas bênticos. Na zona das marés destacam-se as praias e os rochedos, estes colonizados por algas. As ilhas e os recifes constituem-se acidentes geográficos marcantes da paisagem superficial.